# Prieuré hospitalier d'Angers
Le prieuré hospitalier d'Angers a été le siège du grand prieuré d'Aquitaine à sa création en 1317. Le grand prieuré d'Aquitaine a été créé par partition du grand prieuré de France en grand prieuré de France, en grand prieuré de Champagne et en grand prieuré d'Aquitaine.
En Aquitaine, Angers, La Rochelle et Nantes ont conservé les deux commanderies qu'il avait dans cette ville. Ce n'est qu'au XVIe siècle, en 1667, que le prieuré hospitalier de Poitiers devient le siège du grand prieuré d'Aquitaine.

## Historique
Les Hospitaliers de l'ordre de Saint-Jean de Jérusalem sont cités à Angers à partir de 1206 mais sa fondation doit remonter au courant du XIIe siècle. Ils agrandissent les bâtiments pour en faire le prieuré d'Aquitaine après le partage de la Langue de France en 1315. 
Il se trouvait à l'angle de la rue David d'Angers (ancienne rue de l'Hôpital) et de la rue Grandet (ancienne rue Saint-Blaise, du nom du patronage de la chapelle de la commanderie). Lors de la suppression de l'ordre du Temple, il y eut deux commanderies hospitalières à Angers, avec l'ancienne commanderie du Temple.

## La Commanderie
Il ne reste rien de cette première commanderie. Il reste des documents décrivant un logis principal ultérieur, ou grand logis, remontant au XVe siècle. Le logis secondaire, ou petit logis, est plus difficile à dater d'après ces documents iconographiques. La commanderie était constituée en deux logis contigus à l'ouest de la rue Sainte-Blaise, le grand logis accessible depuis cette rue, le petit logis secondaire plus à l'ouest, ayant son entrée par une allée entre deux hôtels particuliers. Ces deux logis, dotés de plusieurs dépendances, étaient disposés entre cour et jardin. Le grand logis peut être décrit avec une relative fiabilité grâce à des dessins et plans de 1725 : un long corps de bâtiment à un étage et comble. Il était couvert d'un toit à deux longs pans avec pignons, et desservi par une tour d'escalier à vis hors-d’œuvre, à toit polygonal recouvert d'ardoise.
Les jardins des deux logis est divisé en quatre carrés de gazon par des allées de charmes. Des arbres fruitiers en espalier ou en buisson occupaient le pourtour.
Ce prieuré disparaît à la Révolution et les bâtiments sont détruits, ils seront remplacés par des hôtels particuliers, notamment l'hôtel de Contades. Ce site est aujourd'hui occupé par des immeubles datant des années 1960.

## La chapelle
La chapelle, sur le côté oriental de la rue Saint-Blaise, dédiée à saint Blaise, n'est connue que par le dessin de 1725. La chapelle était un simple vaisseau quadrangulaire, à chevet plat, éclairé par trois baies en plein-cintre sur chaque élévation latérale, qui peuvent être datées de la fin du XIIe ou du début du XIIIe siècle. Le chœur seul était alors voûté. Un porche, accompagné d'un petit logement, précédait le pignon occidental.
À l'emplacement de la chapelle, subsistent les restes méconnaissables d'un bâtiment datant du début du XIXe siècle.

## Les dépendances
Le prieuré avait quatre dépendances connues en 1373 : Saulgé-l'Hôpital, La Chapelle-Baussan, Plumoison (ancien domaine du Temple d'Angers, donné aux hospitaliers en 1288), Le Morisson (commune de Saint-Léger-des-Bois). Il faut également ajouter une métairie à Pierrelize.

## Sources
- Nicole Bériou (dir. et rédacteur), Philippe Josserand (dir.) et al. (préf. Anthony Luttrel & Alain Demurger), Prier et combattre : Dictionnaire européen des ordres militaires au Moyen Âge, Fayard, 2009, 1029 p. (ISBN 978-2-2136-2720-5, présentation en ligne)

- Inventaire général du patrimoine culturel datant de 1999